# Februarie 1983
Acest articol este generat integral pe baza informațiilor din articolul 1983 și este actualizat periodic de un robot.
 Editările făcute în articol vor fi șterse la următoarea actualizare! Dacă doriți să faceți modificări, editați articolul-sursă.

ianuarie -
februarie -
martie -
aprilie -
mai -
iunie -
iulie -
august -
septembrie -
octombrie -
noiembrie -
decembrie
Februarie 1983 a fost a doua lună a anului și a început într-o zi de marți.

## Evenimente
- 5 februarie: Anișoara Cușmir realizează un nou record mondial de sală la săritura în lungime (6,92 m).
- 25 februarie: Dramaturgul american Tennessee Williams este găsit decedat în camera sa de hotel.

## Nașteri
- 5 februarie: Anja Edin, handbalistă norvegiană
- 6 februarie: Branko Ilić, fotbalist sloven
- 6 februarie: Grigore Novac, politician din R. Moldova

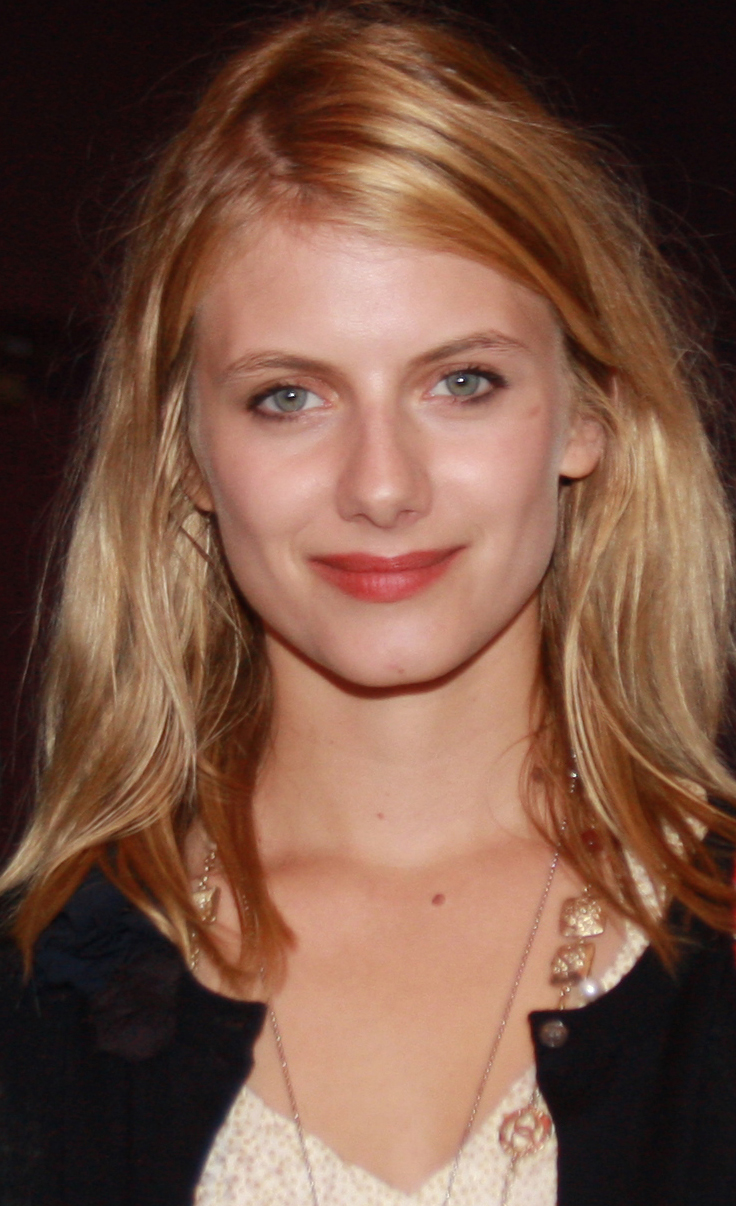
Mélanie Laurent, actriță, fotomodel, regizoare, scenaristă și cântăreață franceză
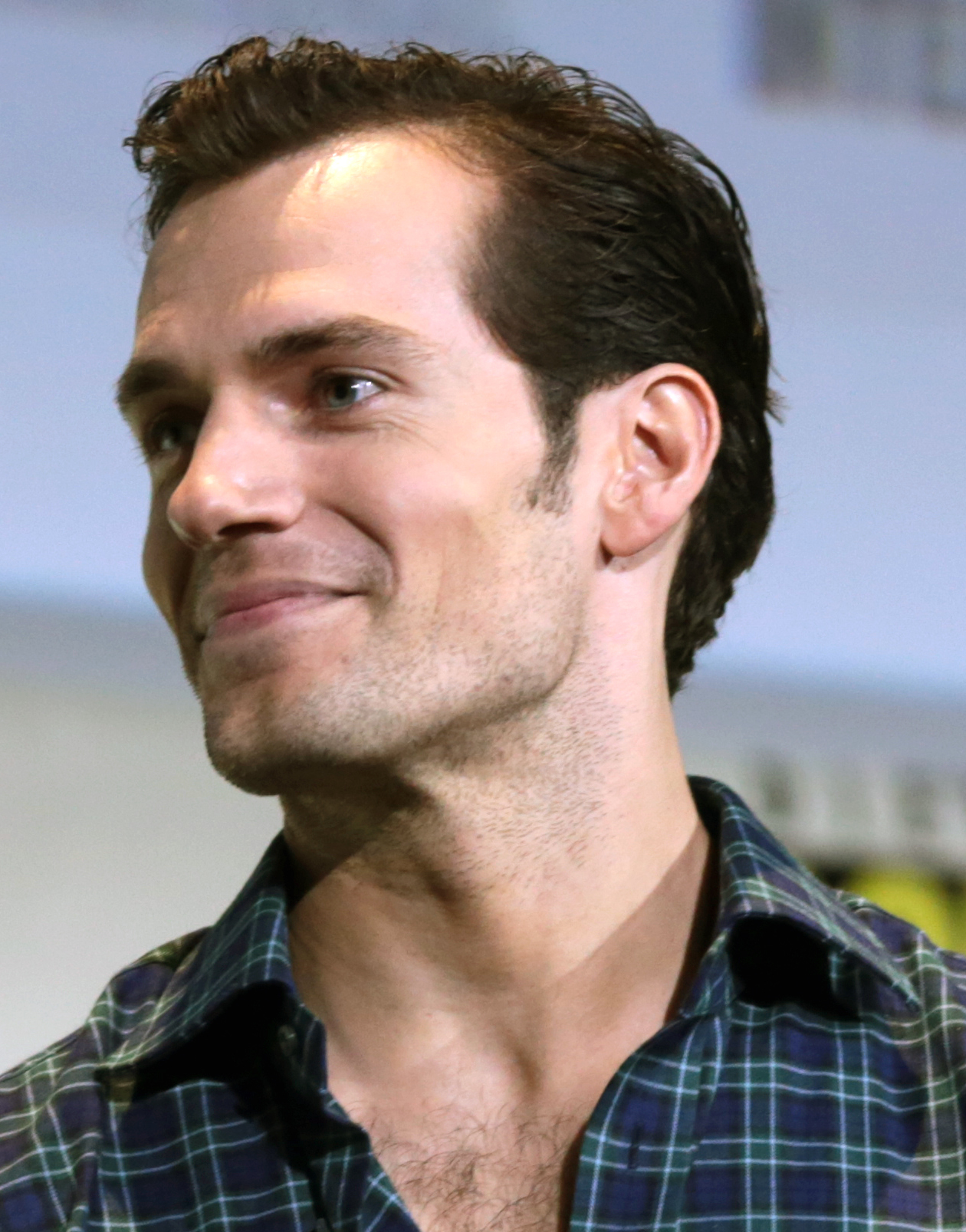
Henry Cavill, actor britanic de film și televiziune
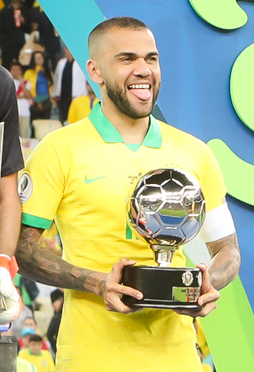
Daniel Alves, fotbalist brazilian
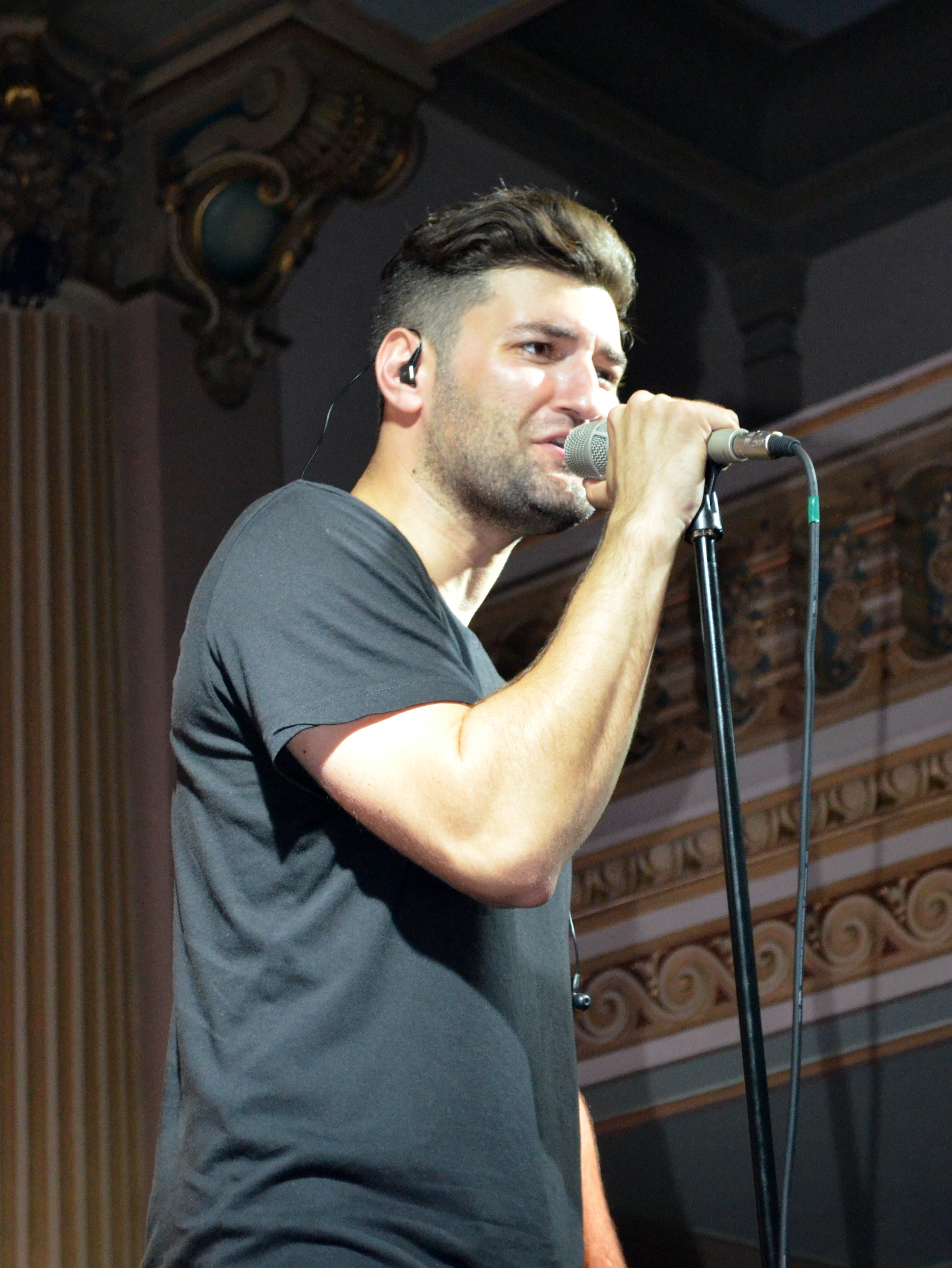
Smiley, cântăreț, compozitor, prezentator, producător și actor român

- 7 februarie: Christian Klien, pilot austriac de Formula 1
- 10 februarie: Lucian Goian, fotbalist român
- 11 februarie: Rafael van der Vaart (Rafael Ferdinand van der Vaart), fotbalist neerlandez
- 16 februarie: Mihai Bendeac (Mihai Valentin Octavian Bendeac), actor de teatru și film, scriitor, scenarist, cântăreț, regizor, vedetă de televiziune, poet și compozitor român
- 18 februarie: Elena Baboia, cântăreață română
- 18 februarie: Priscila Fantin (Priscila Fantin de Freitas), actriță braziliană
- 18 februarie: Dieter Roth, boxer german de etnie română
- 18 februarie: Roberta Vinci, jucătoare italiană de tenis
- 19 februarie: Răzvan Cociș, fotbalist român
- 19 februarie: Daigo Kobayashi, fotbalist japonez
- 19 februarie: Mihai Neșu (Mihai Mircea Neșu), fotbalist român
- 19 februarie: Mihăiță Pleșan, fotbalist român
- 20 februarie: Eugen Nazare, pianist român
- 20 februarie: Bogdan Ungurușan (Bogdan Alexandru Ungurușan), fotbalist român
- 21 februarie: Adam Johansson, fotbalist suedez
- 21 februarie: Mélanie Laurent (Mélanie Eugénie Laurent ), actriță, fotomodel, regizoare, scenaristă și cântăreață franceză
- 23 februarie: Emily Blunt (Emily Olivia Leah Blunt), actriță britanică
- 24 februarie: Ovidiu Anton, cântăreț român
- 24 februarie: Santiago González, jucător mexican de tenis
- 25 februarie: Tennessee Williams (n. Thomas Lanier Williams), dramaturg american (n. 1911)

## Decese
- 4 februarie: Ernest Klein, 83 ani, rabin și lingvist canadian (n. 1899)

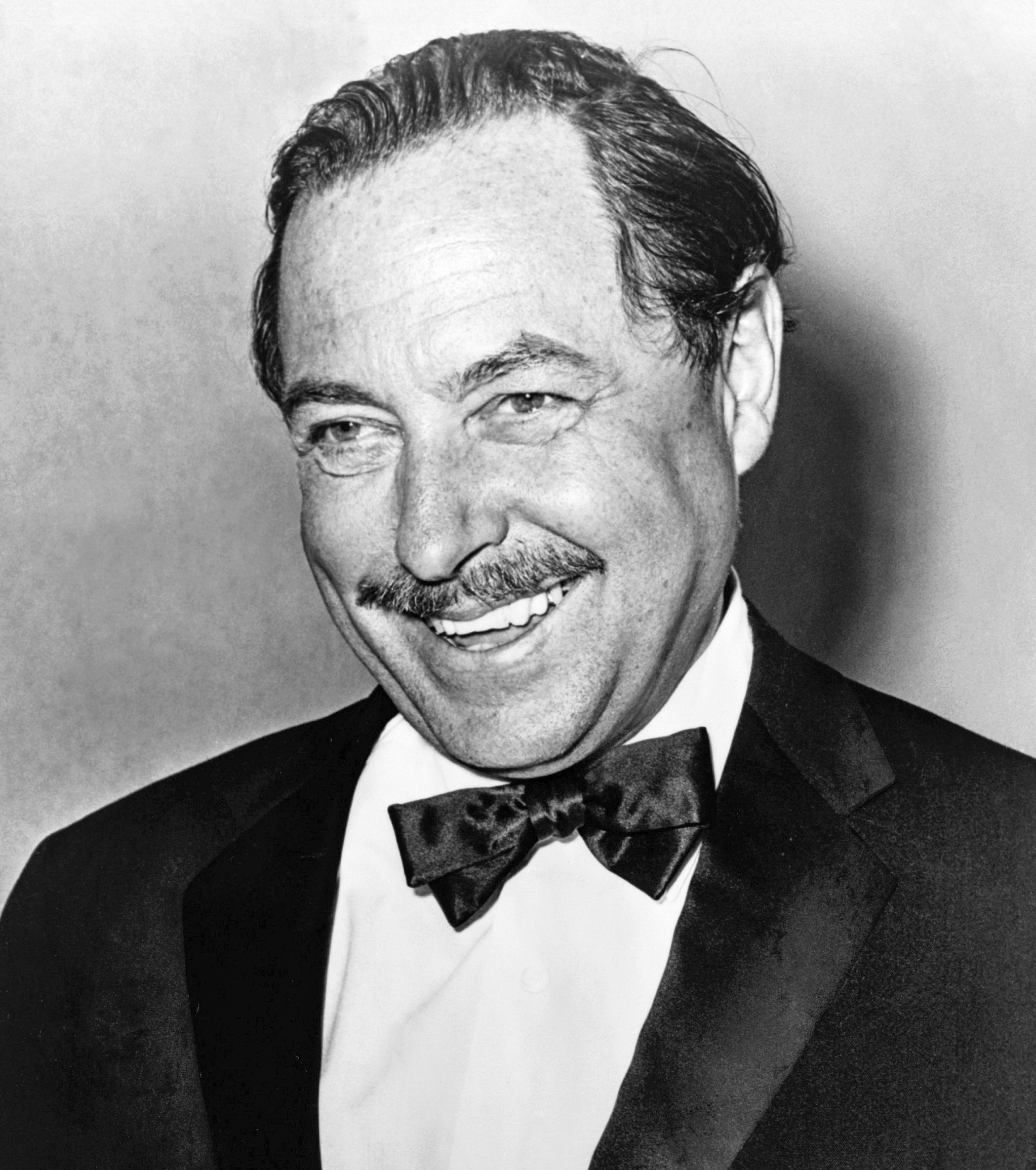
Tennessee Williams, dramaturg, poet și romancier american
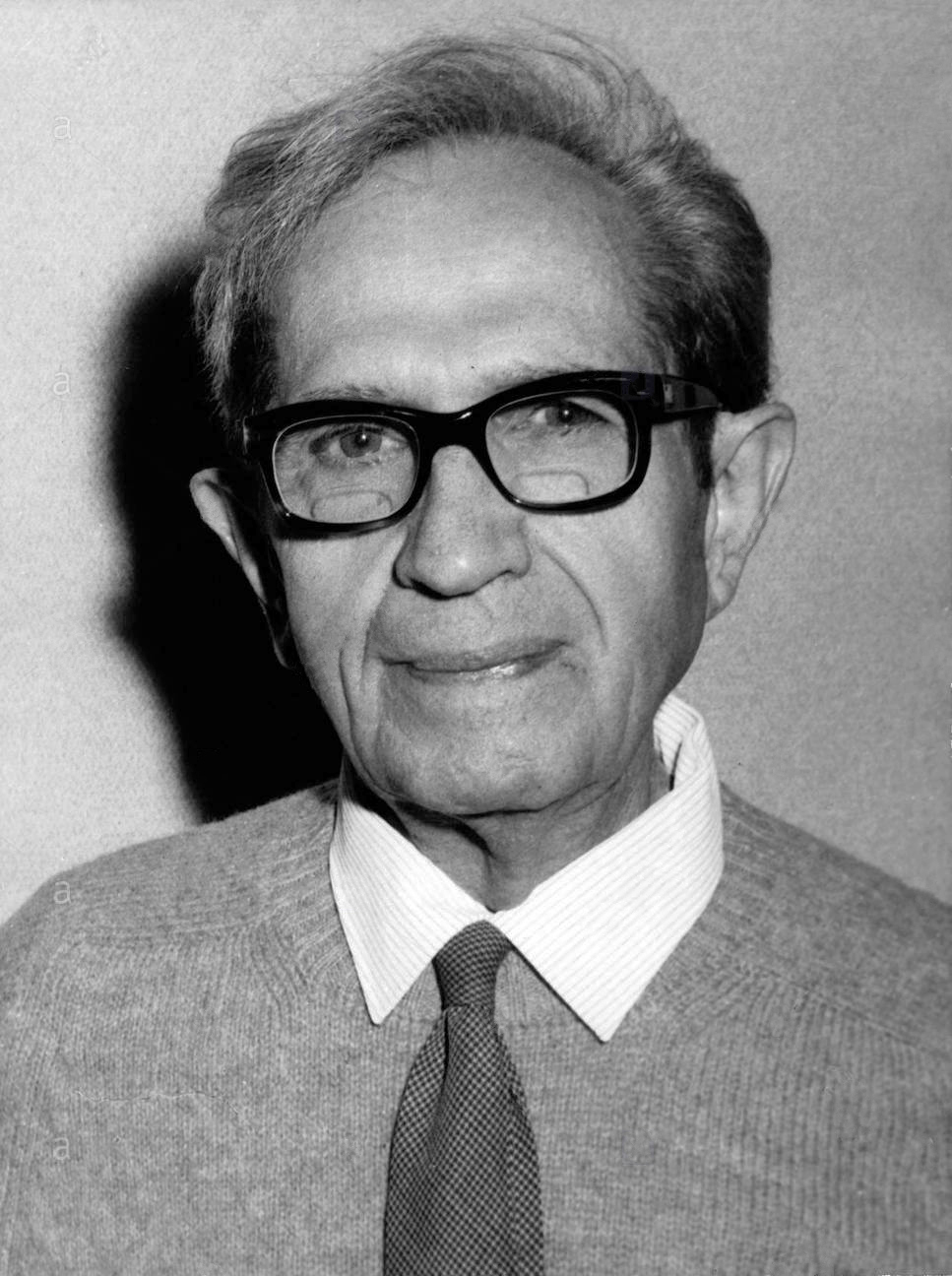
Albert Claude, biolog belgian, laureat al Premiului Nobel
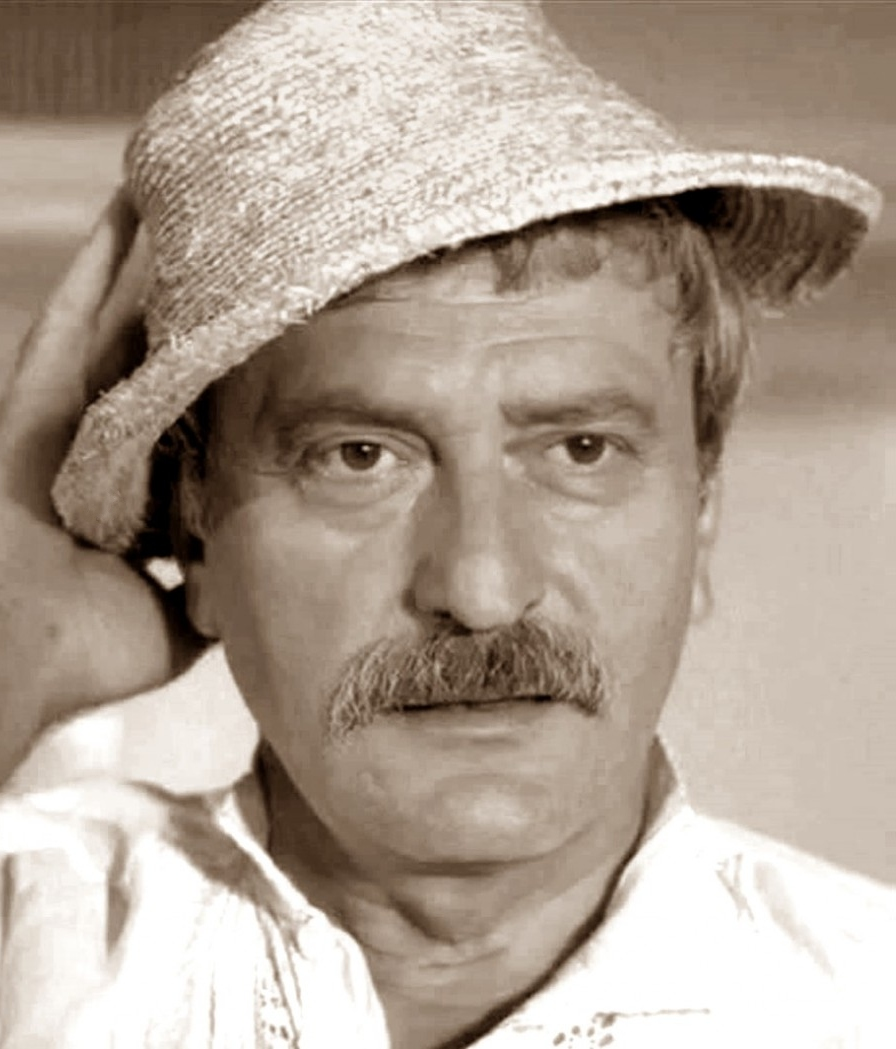
Amza Pellea, actor român de film, teatru, radio, voce și televiziune
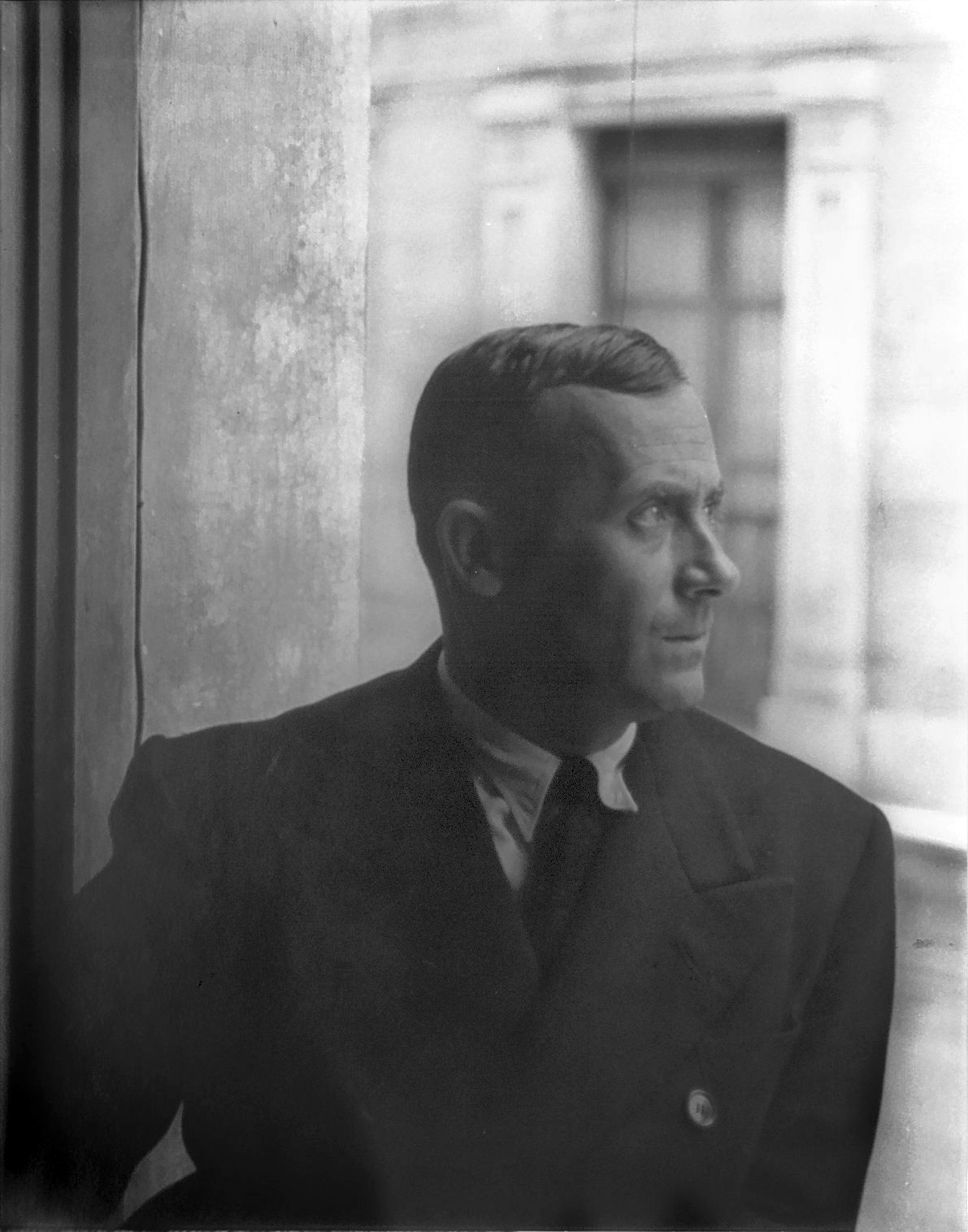
Joan Miró, pictor și sculptor spaniol

- 8 februarie: Grigore Baștan, 61 ani, primul general parașutist român (n. 1923)
- 10 februarie: Emil Grünzweig, 35 ani, profesor de matematică și militant pentru pace israelian de etnie română (n. 1947)
- 10 februarie: Jacques Lassaigne, 71 ani, critic de artă francez (n. 1911)
- 22 februarie: Mieczysław Jastrun, 79 ani, poet polonez (n. 1903)
- 25 februarie: Tennessee Williams (n. Thomas Lanier Williams), 71 ani, dramaturg, poet și romancier american (n. 1911)
- 28 februarie: Magdalena Rădulescu, 80 ani, pictoriță română (n. 1902)